# Mark Taché
Mark Taché (3 luglio 1959) è un ex sciatore alpino statunitense, vincitore della Nor-Am Cup nel 1980.

## Biografia
Sciatore polivalente originario di Aspen, Taché fece parte della nazionale statunitense dal 1978 al 1985; in Nor-Am Cup nella stagione 1979-1980 vinse sia la classifica generale, sia quelle di discesa libera e di slalom gigante. Ai Mondiali di Schladming 1982 non completò la combinata, mentre in Coppa del Mondo ottenne l'unico piazzamento il 6 marzo 1984 a Vail in slalom speciale (9º); ai Campionati statunitensi vinse la medaglia d'argento nello slalom speciale nel 1985 e nello stesso anno prese parte ai Mondiali di Bormio 1985, senza ottenere piazzamenti di rilievo. In seguito partecipò al circuito professionistico nordamericano (Pro Tour); non prese parte a rassegne olimpiche.

## Palmarès

### Coppa del Mondo
- Miglior piazzamento in classifica generale: 87º nel 1984

### Nor-Am Cup
- Vincitore della Nor-Am Cup nel 1980[1]
- Vincitore della classifica di discesa libera nel 1980[1]
- Vincitore della classifica di slalom gigante nel 1980[1]

### Campionati statunitensi
- 1 medaglia (dati parziali, dalla stagione 1984-1985):
  - 1 argento (slalom gigante[2] nel 1985)